# (36352) 2000 NE25
2000 NE25 (asteroide 36352) é um asteroide da cintura principal. Possui uma excentricidade de 0.05808930 e uma inclinação de 3.17573º.
Este asteroide foi descoberto no dia 4 de julho de 2000 por LONEOS em Anderson Mesa.